# Табань
Табань (рум. Tabani) — село в Молдові в Бричанському районі. Утворює окрему комуну.
Згідно з даними перепису населення 2004 року українців у селі — 37 осіб (1,2 %).

## Населення

### Національність
Розподіл населення за національністю за даними перепису 2004 року:
| Мова             | Відсоток |
| ---------------- | -------- |
| молдовани/румуни | 98,08 %  |
| українці         | 1,18 %   |
| росіяни          | 0,64 %   |
| інші             | 0,09 %   |